# اوستاس دوم، کنت بولونی
اوستاس دوم که با نام اوستاس با سبیل نیز شناخته می‌شود، کونت بولونی از سال ۱۰۴۹ تا ۱۰۸۷ میلادی بود. وی به همراه نورمن‌ها در نبرد هیستینگز جنگ و پس از آن زمین‌ها و عناوینی را در انگلستان دریافت کرد. وی یکی از همراهان تاییدشده ویلیام فاتح بوده است. وی همچنین پدر گادفری بوین و بالدوین یکم، پادشاه اورشلیم، است.